# 新北市自行車道
新北市自行車道包括數條供給民眾休閒及運動使用的自行車專用道路，沿途結合觀光景點，並設置相關公共設施自行車租借系統方便民眾騎乘時使用。
目前已規劃建置完成共數條自行車道，延著新北市各河濱區域已完成規劃的自行車道分列如下。

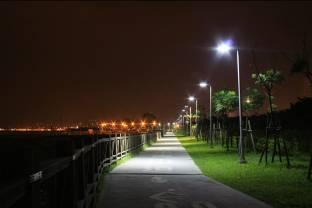
關渡橋自行車道

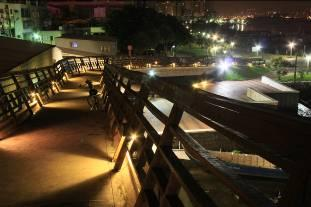
八里左岸自行車道

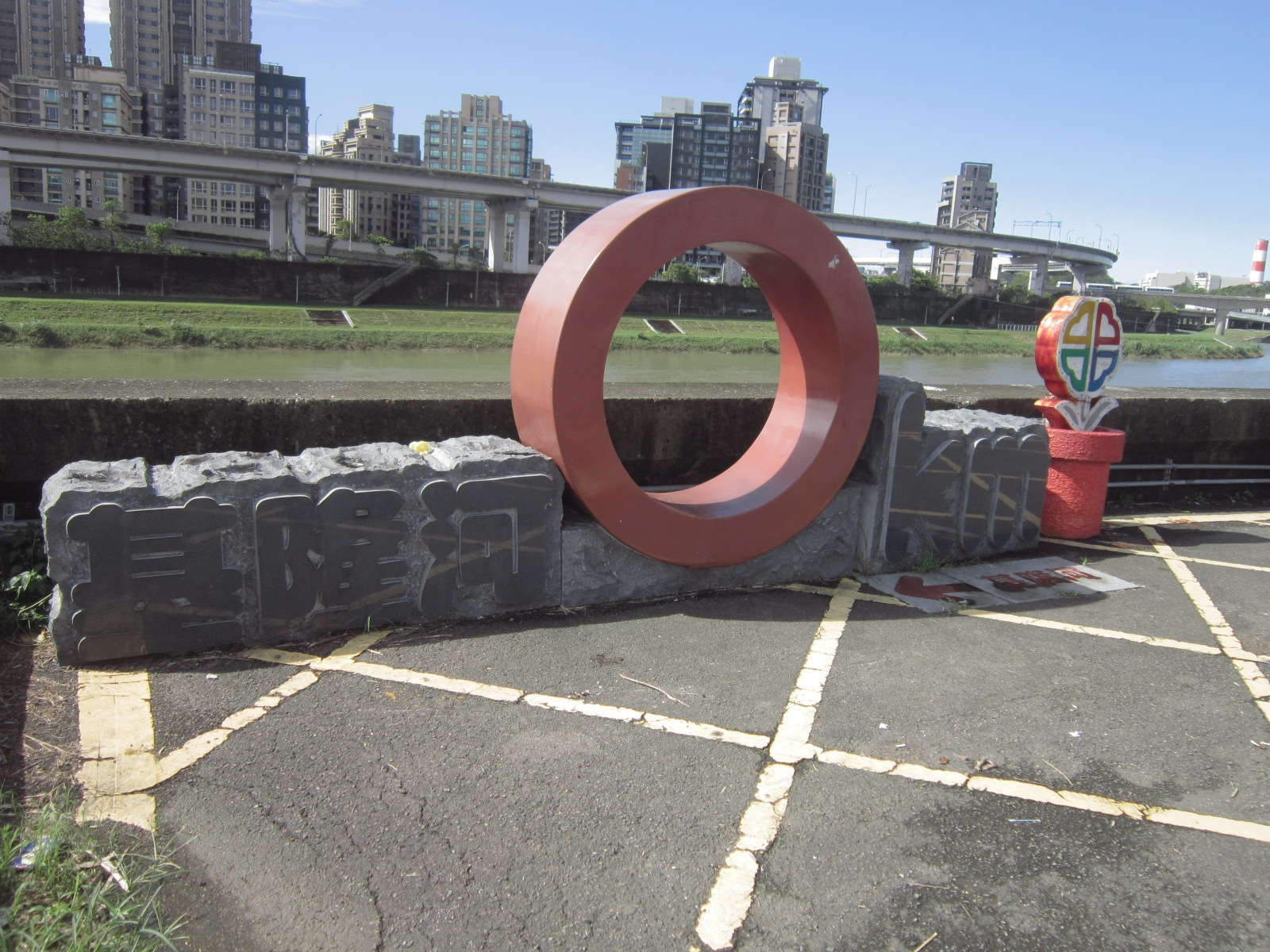
基隆河自行車道新北市汐止端起點標示柱

### 金色水岸自行車道
起迄點：觀山公園～北海岸，全長17公里。

途經：觀山公園～關渡大橋～竹圍碼頭～紅樹林自然保留區～淡水老街～淡水渡船頭～榕堤～漁人碼頭～淡海新市鎮～北海岸

銜接：關渡大橋可銜接八里左岸自行車道 

特色：以河岸遊憩為主題。

### 八里左岸自行車道
起迄點：觀音坑溪口～下罟子，全長14公里。

途經：觀音坑溪口～關渡大橋～八里渡船頭～老榕碉堡～左岸會館～左岸公園～挖子尾生態保護區～十三行博物館～八仙海岸～下罟子

銜接：關渡大橋可銜接金色水岸自行車道 

銜接：成蘆橋可銜接二重環狀自行車道 

特色：以人車分道的概念設計。

### 二重環狀自行車道
起迄點：重新橋～成蘆大橋～重陽橋～重新橋，全長20公里。(順時鐘環狀)

途經：重新橋～台一線高架橋～中山高速公路橋~成蘆大橋～重陽大橋～淡水河橋～臺北大橋～忠孝橋～中興橋～新北大橋～重新橋

銜接：重新橋銜接大漢溪左岸自行車道 

銜接：成蘆大橋銜接八里左岸自行車道 

銜接：新北大橋銜接大漢溪右岸自行車道，新店溪左岸自行車道

利用二重疏洪道與蘆洲、三重的淡水河堤規劃而成的二重環狀自行車道，全長約20公里。

環狀線，故無起、終點。

### 大漢溪左岸自行車道
起迄點：新北大橋～桃園市界，全長24.7公里。

途經：新北大橋(三重疏洪運動公園)～三重環保河濱公園～西盛環保河濱公園～樹林環保河濱公園～原住民主題部落公園～柑園生態河濱公園～鶯歌陶瓷博物館～鳶山堰(桃園市界)

銜接：起點銜接二重環狀自行車道 

特色：大漢溪沿著河川高灘地規劃了左右岸兩條自行車道。走大漢溪右岸，可到新店或土城；走左岸，前端銜接二重環狀自行車道，經過重新橋往南直達鶯歌，左右兩岸自行車道沿岸濕地、公園、生態豐富，左右岸合計全長約50公里。

### 大漢溪右岸自行車道
起迄點：華江大橋～橫溪，全長15公里。

途經：華江大橋～江子翠河口景觀河濱公園～新海人工濕地～浮洲藝術河濱公園～溪州運動河濱公園～土城媽祖田～橫溪

銜接：起點銜接新店溪左岸自行車道

特色：大漢溪沿著河川高灘地規劃了左右岸兩條自行車道。走大漢溪右岸，可到新店或土城；走左岸，前端銜接二重環狀自行車道，經過重新橋往南直達鶯歌，左右兩岸自行車道沿岸濕地、公園、生態豐富，左右岸合計全長約50公里。

### 新店溪左岸自行車道
起迄點：華江橋～碧潭，全長15公里。

途經：華江橋～華江人工濕地～萬板橋～華翠橋～江翠礫間水岸公園～光復橋～光復賞鳥河濱公園～華中橋～中正橋～永和綠寶石河濱公園～永福橋～永和濕地～福和橋～秀朗橋～中安橋～陽光橋～陽光運動公園～安坑交流道高架橋～碧潭

銜接：重翠橋銜接大漢溪右岸自行車道

銜接：華江橋銜接台北市新店溪右岸自行車道

銜接：光復橋銜接台北市新店溪右岸自行車道

銜接：永福橋銜接台北市新店溪右岸自行車道

銜接：陽光橋銜接新店溪右岸自行車道

### 新店溪右岸自行車道
起迄點：秀朗橋～碧潭吊橋，全長約5公里。

途經：秀朗橋～秀朗清溪公園～中安橋～陽光橋～安坑交流道高架橋～河濱親情公園～碧潭橋～碧潭吊橋

銜接：起點銜接台北市新店溪右岸自行車道

銜接：陽光橋銜接新店溪左岸自行車道

### 汐止自行車道
起迄點：內溝溪橋～台鐵五堵舊隧道，全長9.6公里。

途經：內溝溪橋～北山～南陽～社后～樟江～江北大橋～五堵火車站～五堵貨場～台鐵五堵舊隧道～基隆端

汐止區自行車步道起點為新北市、台北市交界處的吉林街岔口的防洪閘門，終點至五堵火車站，沿著基隆河岸途經北山大橋下方、南陽大橋、社后橋、新社后橋(橋旁設有自行車牽引道)、樟江大橋下方，穿越中山高速公路及福爾摩沙高速公路的汐止系統交流道下方，又再穿越江北二橋、江北大橋及汐止交流道引道，經過汐止老街外側，經國泰醫院汐止分院外，過五堵火車站、台鐵五堵貨場、長興街二段、台鐵五堵舊隧道，終點至基隆堵南街端；其中本自行車道於國泰醫院汐止分院旁設有腳踏車租借站，此外亦設置一座景觀人行橋-星光橋，跨越基隆河兩岸的自行車道，此段汐止自行車道單程全長約9.6公里。

### 東北角自行車道
貢寮區自行車道的中心點位於福隆火車站分為往鹽寮、石城兩大系統。福隆一帶有相當多的自行車出租服務，假日吸引不少遊客。景點有改成自行車道的舊草嶺隧道等。

## 自行車租借系統

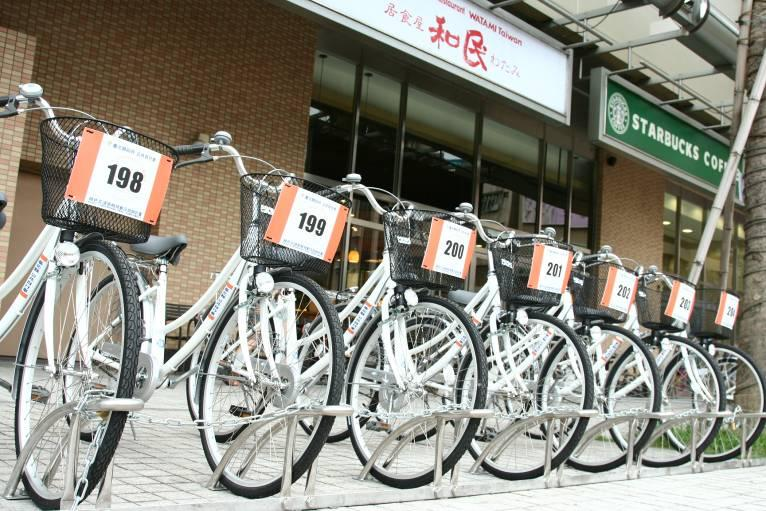
新北市自行車租借系統

為響應低碳城市、推動綠色交通政策，當時的臺北縣政府（今新北市政府）於2008年10月31日開辦「公共自行車租借系統」，供民眾短程代步服務。

### 租借模式
為使服務能大眾化，採會員制當日借還，只需出示個人證件，即可完成租借程序，在服務範圍內並可「甲借乙還」。

## 外部連結
- 新北市河濱自行車道導覽圖 （页面存档备份，存于）
- 單車道492公里 北縣冠全國 （页面存档备份，存于）
- 遊北縣自行車道 防水單車手冊帶路 （页面存档备份，存于）
- 鐵馬御風 - 大臺北自行車網站
- 新北市YouBike公共自行車 （页面存档备份，存于）
- 社子島環島與二重疏洪道自行車道 （页面存档备份，存于）